# Napoléon (1850)
Наполеон (фр. Napoléon) — 90-гарматний лінійний корабель французьких ВМС, перший спеціально побудований паровий лінійний корабель у світі. Він також вважається першим справжнім паровим лінійним кораблем, і першим гвинтовим лінійним кораблем.
Спущений на воду 1850 році, він став головним кораблем класу з дев'яти кораблів, побудованих протягом десяти років. Цей клас кораблів був розроблений відомим корабелом Анрі Дюпюї-де-Ломом.

## Технологічний контекст
До експериментального запровадження гребних гвинтів на військових кораблях у 1840-х, єдина технологія використання пари була пов'язана з гребними колесами. Вони займали значну площу борту. Відтак парові машини не могли були використані на лінійних кораблях, які мали потужні бортові батареї.   

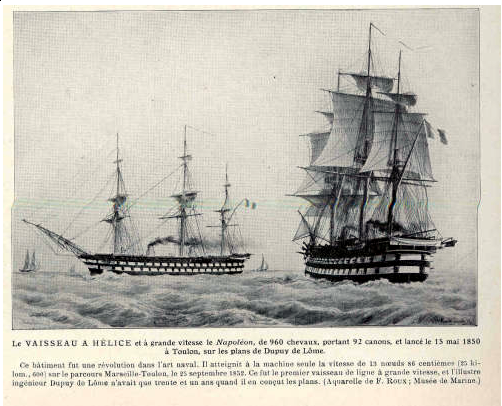
Два ракурси Napoléon.

"Дюпюї-де-Лом задумав і здійснив сміливу схему проектування повноприводного гвинтового лінійного корабля, і в 1847 був закладений «Наполеон». Його успіх зробив запровадження пари у військових флотах світу необхідністю. Корабель був спущений на воду в 1850 році, випробовувався в 1852 році, і досяг швидкості близько 14 узлів (26 км/год). Під час Кримської війни його дії привернули велику увагу. Кількість гвинтових лінійних кораблів після цього зросла."

## Вплив на інші флоти
Поява «Наполеона» спонукала Велику Британію і собі побудувати гвинтові лінійні кораблі. У 1840 остання вже мала оснащенні допоміжними паровими машинами плавучі батареї, перероблені із застарілих лінійних кораблів, які називали «блокшивами» або «паровими сторожовими кораблями» і призначали для берегової оборони. Водночас вони не були пристосовані для дій у відкритому морі. 

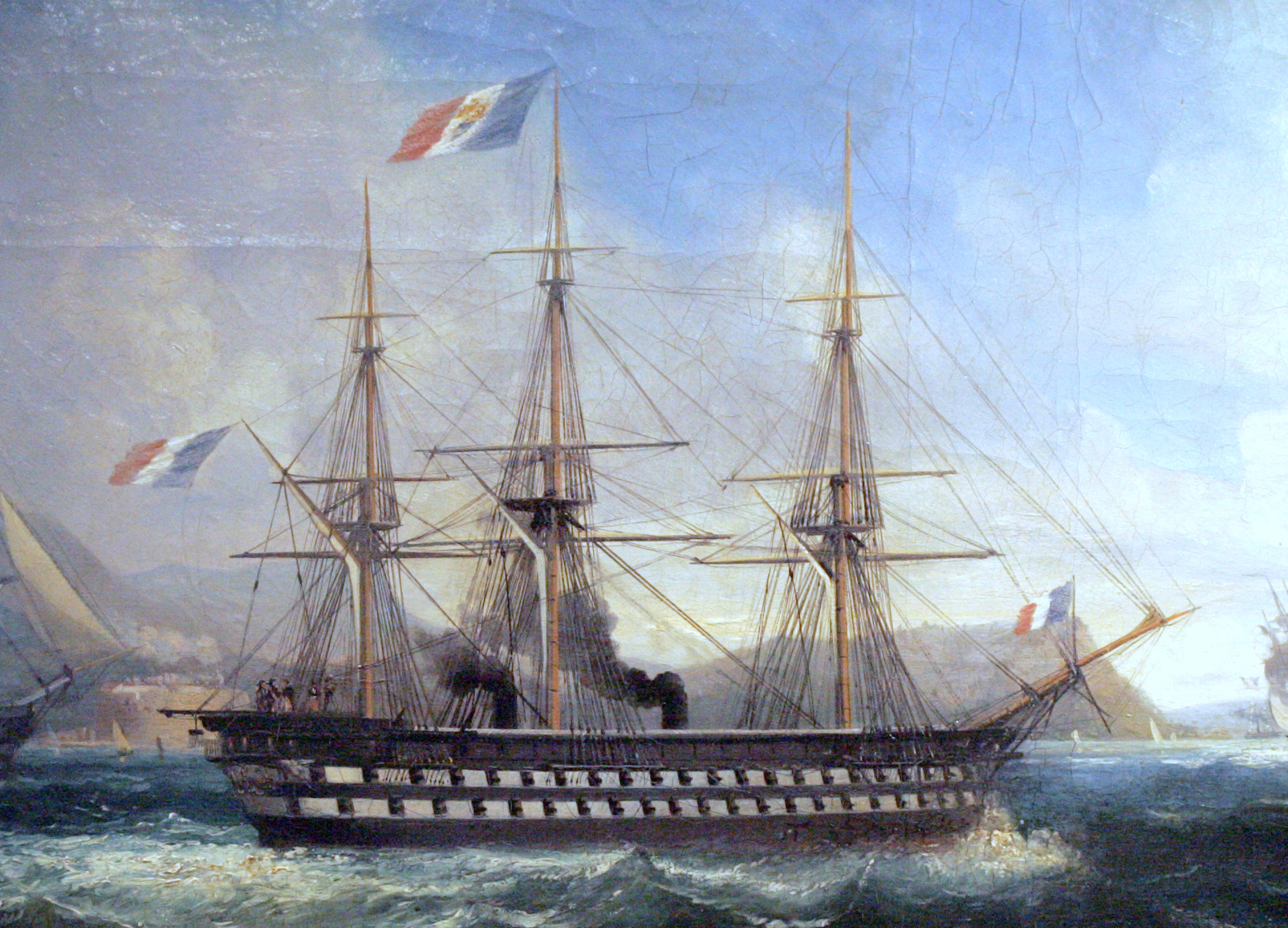
Napoléon в Тулоні (1852).

Зрештою, Франція і Велика Британія стали єдиними країнами, які побудували ескадри дерев'яних парових лінійних кораблів, хоча кілька інших флотів мали принаймні один паровий лінійний корабель, побудований або переобладнаний за британської технічної підтримки (Росія, Османська імперія, Швеція, Королівство Обох Сицилій, Данія та Австрія). В цілому, Франція побудувала 10 нових дерев'яних парових лінійних кораблів і переобладнала 28 з старих лінійних кораблів, в той час як Британія побудована 18 і переобладнала 41 такий корабель.

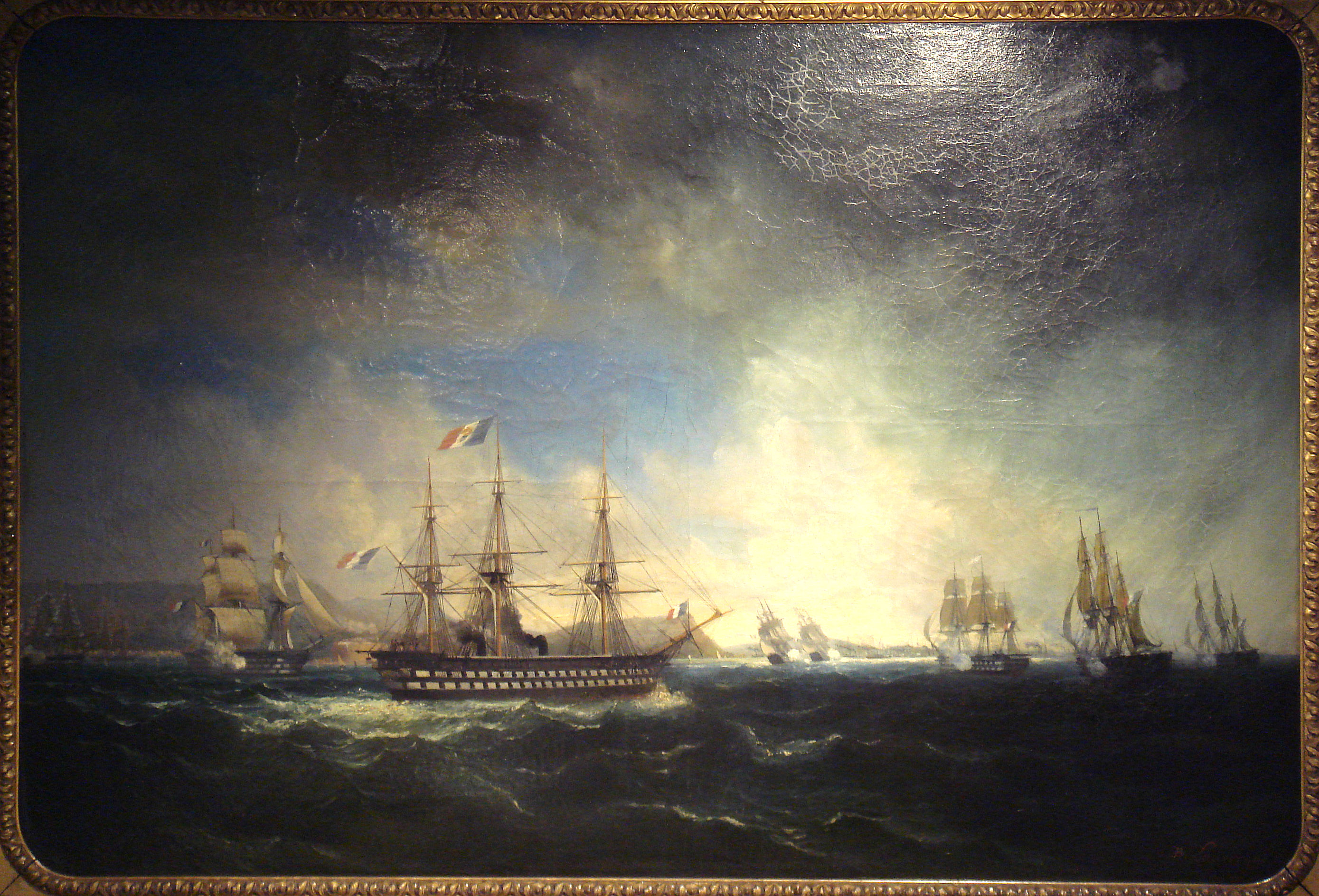
Napoléon під час морського параду у Тулоні 1852.

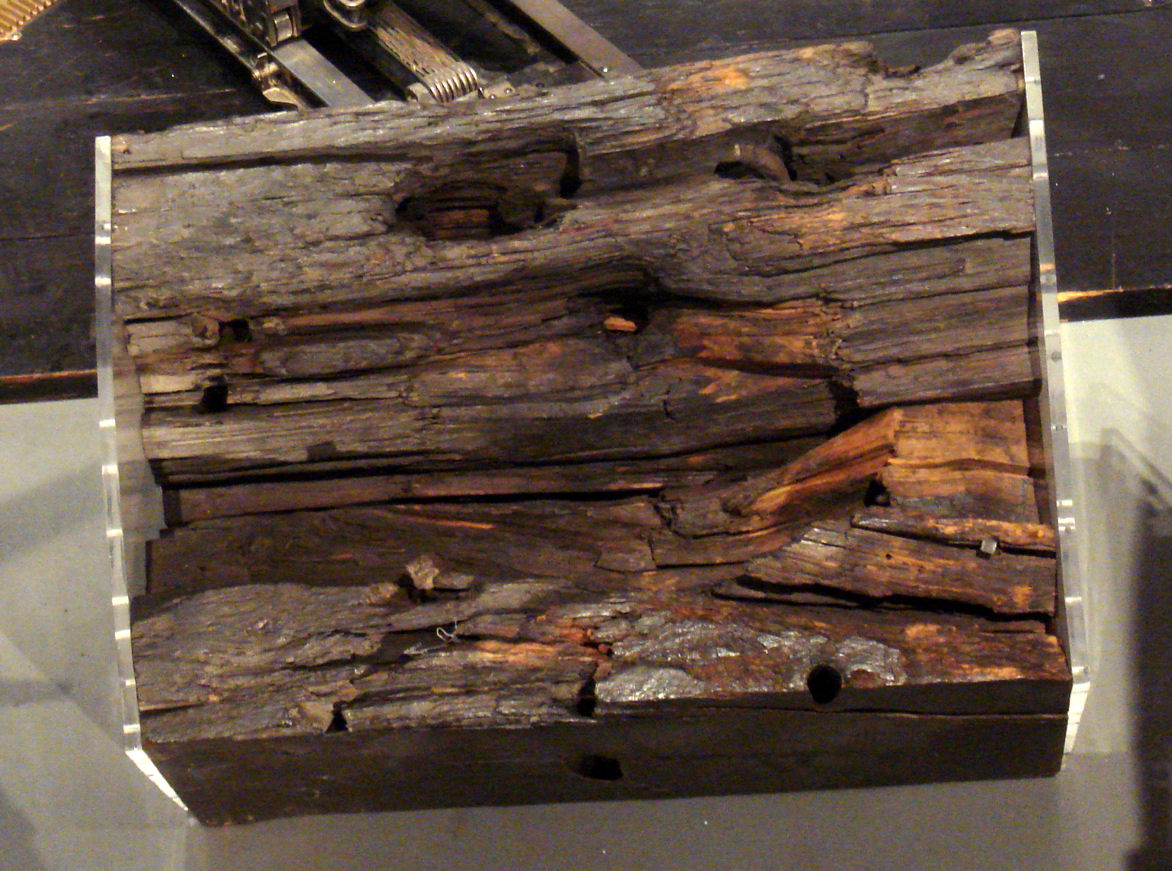
Частина обшивки Napoléon, вражена ядром під час Кримської війни.